# Micah Stephen Williams
Micah Stephen Williams (n. Long Beach, California, Estados Unidos, 16 de febrero de 1991) es un actor de cine y televisión, cantante y bailarín estadounidense.
Comenzó su carrera profesional en el mundo de la interpretación en el año 2000, interpretando un pequeño papel durante un capítulo de la serie The Pretender.
Durante estos años también ha realizado papeles esporádicos en series como Grounded for Life, Lizzie McGuire, Joan de Arcadia, En Justicia, Just for Kicks y en The Office.
En el cine debutó en el 2003 con la película Bruce Almighty, dirigida y producida por Tom Shadyac, en 2006 participó en el telefilme The Ron Clark Story que le llevó a los Premios Artista Joven y en ese mismo año también participó en la película distribuida directamente para vídeo Like Mike 2: Streetball, en 2007 en la película Jump In!, en 2010 en el telefilme The Rusty Bucket Kids: Lincoln, Journey to 16 y entre 2011 y 2012 participó en los cortometrajes Myth Prologue y Lucy.
Actualmente desde 2010, se hizo más conocido por interpretar un personaje recurrente llamado Emmett Williams en la serie de Disney Channel, ¡Buena suerte, Charlie!.

## Filmografía

### Cine
| Año  | Título                                        | Personaje          | Notas                               |
| ---- | --------------------------------------------- | ------------------ | ----------------------------------- |
| 2003 | Bruce Almighty                                | Chico en bici      |                                     |
| 2006 | The Ron Clark Story                           | Julio Vásquez      | Telefilm                            |
| 2006 | Like Mike 2: Streetball                       | Nathan             | Distribuida directamente para vídeo |
| 2007 | Jump In!                                      | L'il Earl Jackson  | Telefilme                           |
| 2010 | The Rusty Bucket Kids: Lincoln, Journey to 16 | Lincoln Farm Boy 2 | Secundario                          |
| 2011 | Myth Prologue                                 | Master             | Cortometraje                        |
| 2012 | Lucy                                          | George             | Cortometraje                        |

### Televisión
| Año       | Título                  | Personaje          | Notas                                                      |
| --------- | ----------------------- | ------------------ | ---------------------------------------------------------- |
| 2000      | The Pretender           | Joven chico        | 1 episodio Rules of Engagement                             |
| 2001      | Grounded for Life       | Wendell            | 1 episodio: Loser                                          |
| 2003      | Lizzie McGuire          | Estudiante         | 2 episodios: Dear Lizzie, Bye, Bye Hillridge Junior High   |
| 2004-2005 | Joan de Arcadia         | Freshman/Nerdy Kid | 2 episodios: The Election, The Rise & Fall of Joan Girardi |
| 2006      | En Justicia             | Jordan Wainwright  | episodio piloto                                            |
| 2009      | The Office              | Zian               | 1 episodio: Scott's Tots                                   |
| 2010-2014 | ¡Buena suerte, Charlie! | Emmett Williams    | Papel recurrente                                           |

## Premios
| Festival              | Año  | Categoría                                               | Película            | Resultado |
| --------------------- | ---- | ------------------------------------------------------- | ------------------- | --------- |
| Premios Artista Joven | 2006 | Mejor Actuación en una Película - Actor Principal Joven | The Ron Clark Story | Nominado  |